# Spitalstraße 16 (Volkach)

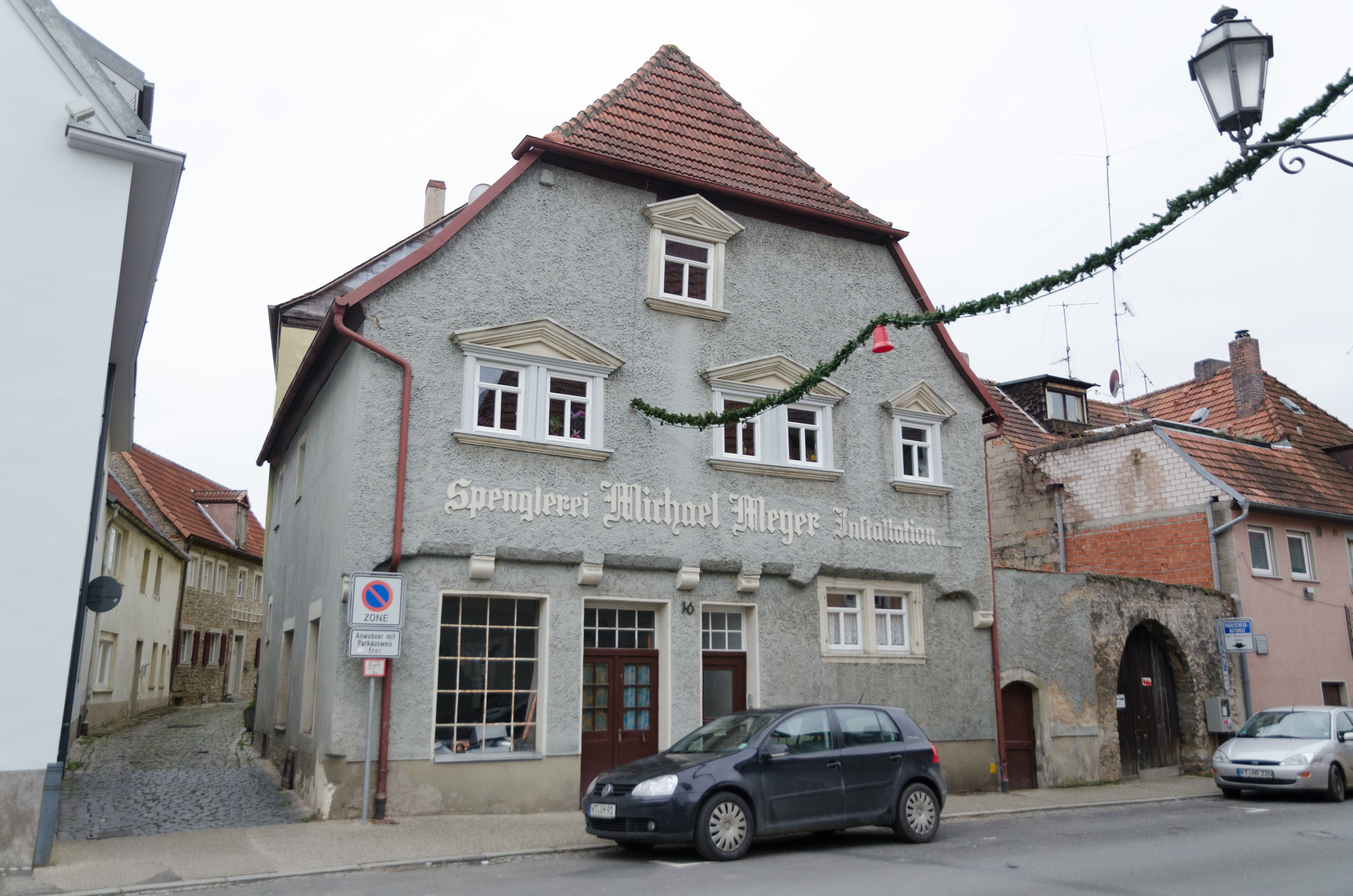
Das Haus in der Spitalstraße 16

Das Haus Spitalstraße 16 (fälschlicherweise auch Spitalgasse 16, früher Hausnummer 336) ist ein denkmalgeschütztes Gebäude in der Kernstadt des unterfränkischen Volkach. 

## Geschichte
Das Haus in der heutigen Spitalstraße 16 geht in seinem Kern bereits auf das 16. Jahrhundert zurück. Allerdings erfuhr das Gebäude in den folgenden Jahrhunderten immer wieder Umbauten. Erstmals urkundlich erwähnt wurde es im Jahr 1689. Damals gehörte es dem Schmied Hans Gerbich, der in den Räumlichkeiten auch seine Werkstatt unterhielt. Gerbich starb um 1698 und seine Witwe bewohnte das Haus, ehe sie es an den Sohn Jacob Gerbich weitergab. Dieser führte den Betrieb des Vaters weiter.
Um 1736 gelangte Hans Frosch in den Besitz des Hauses. Der Wagner besaß das Anwesen nur kurz, denn 1771 bewohnte bereits die Witwe des Johann Bernard den Bau. Ohne Kenntnis der Quellen war das Haus zwischen zwei Eigentümern geteilt worden. Die Witwe lebte in der einen Hälfte, die andere Hälfte wurde von Michael Zink bewohnt. 1775 und 1780 kaufte dann Johann Emmes beide Haushälften. Zwischen 1786 und 1811 sind Georg Scholl und später seine Witwe in dem Haus nachweisbar.
1839 lebte der Glaser Sebastian Dittmann in den Räumlichkeiten. Er verkaufte das Haus 1843 an Jacob Bernhard und Joseph Schraud (auch Schraut), wobei es zu diesem Zeitpunkt erstmals ausführlich beschrieben wurde. Zum Wohnhaus gehörten zwei Ställe, eine Kelter, ein Hof- und ein Kellerraum. Bis 1890 war das Haus vollständig an die Familie Schraut gelangt. So betrieb noch 1906 der Spenglermeister Georg Schraut sein Geschäft hier. Die Spenglertradition wurde über Michael Meyer und später Hermann Meyer fortgeführt. Die Eigentümer des Hauses leben heute in der Spitalstraße 4, das Haus wird vermietet. Im Erdgeschoss ist eine Werkstatt untergebracht.

## Beschreibung
Das Haus wird vom Bayerischen Landesamt für Denkmalpflege als Baudenkmal eingeordnet. Untertägige Reste von Vorgängerbauten sind als Bodendenkmal vermerkt. Daneben ist es Teil des Ensembles Altstadt Volkach. Es präsentiert sich als zweigeschossiges Giebelhaus mit Halbwalmdach. Das Erdgeschoss wurde massiv errichtet, während im Obergeschoss Fachwerk zu finden ist. 1928 wurden beide Geschosse verputzt. Unterhalb des Hauses ist ein Gewölbekeller zu finden.
Besonders typisch für viele Häuser der Volkacher Altstadt ist das vorkragende Obergeschoss, das dadurch mehr Grundfläche gewann. In diesem Fall wurden einfache Konsolen auf der Giebelseite angebracht. Die Durchfensterung wies ursprünglich geohrte und faszierte Rahmungen auf. Heute hat sich ein solches Fenster lediglich im rechten Teil der Giebelseite erhalten. Die Fenster des Obergeschosses wurden mit klassizistischen Dreiecksgiebeln überformt. Ein Hoftor ist am Seiteneingang zur Oberen Zwingergasse zu finden. Es handelt sich um eine Korbbogenhoftür.